# Marit Malm Frafjord
Marit Malm Frafjord (Tromsø, 25 novembre 1985) è una pallamanista norvegese.
Con la maglia della nazionale norvegese ha vinto l'oro olimpico ai Giochi di Pechino 2008 e ai Giochi di Londra 2012, e il bronzo olimpico ai Giochi di Rio de Janeiro 2016 e ai Giochi di Tokyo 2020.

## Palmarès

### Club
- Coppa delle Coppe EHF: 1

Viborg: 2013-2014
- Campionato danese: 1

Viborg: 2013-2014
- Campionato norvegese: 3

Larvik: 2015, 2016, 2017
- Campionato rumeno: 1

Viborg: 2013-2014
- Coppa di Danimarca: 1

CSM Bucarest: 2017-2018
- Coppa di Norvegia: 3

Larvik: 2015, 2016, 2017
- Coppa di Romania: 1

CSM Bucarest: 2017-2018

### Nazionale
- Oro olimpico: 2

Pechino 2008, Londra 2012
- Bronzo olimpico: 2

Rio de Janeiro 2016, Tokyo 2020
- Campionato mondiale

 Oro: Brasile 2011
 Argento: Francia 2007
 Bronzo: Cina 2009
- Campionato europeo

 Oro: Svezia 2006
 Oro: Macedonia 2008
 Oro: Danimarca-Norvegia 2010
 Oro: Svezia 2016
 Oro: Danimarca 2020
 Argento: Serbia 2012